# День працівників місцевої промисловості
День працівників місцевої промисловості — професійне свято України. Відзначається щорічно в першу неділю червня.

## Історія свята
Свято встановлено в Україні «…ураховуючи вагомий внесок працівників місцевої промисловості у розвиток економіки держави…» згідно з Указом Президента України «Про День працівників місцевої промисловості» від 20 серпня 2002 року № 726/2002.